# Knight Lore
Knight Lore (Japans: ナイト・ロアー ―魔城の狼男―) is een computerspel dat werd ontwikkeld door Ultimate Play the Game en uitgegeven door Ashby Computers and Graphics Ltd. Het puzzelspel kwam in 1984 als eerste uit voor de ZX Spectrum. In 1985 werd het uitgebracht voor de Amstrad CPC en de BBC Micro en een jaar later voor de MSX en NES.

## Platforms
| Jaar | Platform                      |
| ---- | ----------------------------- |
| 1984 | ZX Spectrum                   |
| 1985 | Amstrad CPC, BBC Micro        |
| 1986 | MSX, NES, Famicom Disk System |

## Ontvangst
| Beoordeeld door         | Platform    | Datum         | Score |
| ----------------------- | ----------- | ------------- | ----- |
| Personal Computer Games | ZX Spectrum | januari 1985  | 100%  |
| Your Spectrum           | ZX Spectrum | maart 1985    | 93%   |
| Sinclair User           | ZX Spectrum | februari 1985 | 90%   |
| Tilt                    | Amstrad CPC | juli 1985     | 83%   |

Het spel is opgenomen in het boek 1001 Video Games You Must Play Before You Die van Tony Mott.